# Otto Schilling
Otto Franz Georg Schilling (Apolda, 3 de novembro de 1911 — 20 de junho de 1973) foi um matemático alemão.
Conhecido por seu trabalho sobre álgebra.
Nasceu em Apolda e estudou na Universidade de Jena, na Universidade de Göttingen e na Universidade de Marburg, onde obteve o doutorado em 1934, orientado por Helmut Hasse, com Emmy Noether como co-orientadora, com a tese Über gewisse Beziehungen zwischen der Arithmetik hyperkomplexer Zahlsysteme und algebraischer Zahlkörper. Fez depois pós-doutorado no Trinity College (Cambridge), antes de seguir para o Instituto de Estudos Avançados de Princeton 1935–37 e Universidade Johns Hopkins 1937–39. Tornou-se depois instrutor na Universidade de Chicago em 1939, promovido a professor assistente em 1943, professor associado em 1945 e professor pleno em 1958. Em 1961 foi para a Universidade de Purdue. Dentre seus orientados estão Anatol Rapoport e Harley Flanders.

## Livros
- Schilling, Otto (1975). Basic abstract algebra. [S.l.]: Allyn & Bacon(394 pages)